# Cobitis taenia
Il cobite fluviale (Cobitis taenia Linnaeus, 1758), è un piccolo pesce d'acqua dolce appartenente alla famiglia Cobitidae.

## Distribuzione e habitat
Assente in Italia, dove è sostituito da Cobitis bilineata (un tempo ritenuto sottospecie di C. taenia), è presente nell'Europa centrale ed orientale (a nord fino alla Svezia del sud), Non è presente nei Balcani, nel Danubio e nelle penisole mediterranee. Abita i corsi d'acqua lenti con fondale sabbioso o fangoso.

## Descrizione
Il corpo è allungato, siluriforme, con la bocca rivolta verso il basso e fornita di barbigli. Le scaglie sono minute. La livrea è mimetica nei fondali: un fondo rosato macchiato e marezzato di bruno scuro. Le pinne sono trasparenti marezzate di bruno.

## Comportamento
Ha carattere timido e notturno: di giorno rimane nascosto negli anfratti rocciosi oppure dentro la sabbia o il fango.

## Riproduzione
Il periodo della fregola avviene tra aprile e giugno: il corteggiamento è caratterizzato da una specie di danza di movimenti che si fanno via via sempre più sincronizzati tra i riproduttori.
La fecondazione è esterna e la deposizione avviene in acque basse e con corrente, sopra tappeti vegetali o tra le fronde di piante sommerse o semisommerse. Le uova sono quindi lasciate libere nella corrente.
Le uova hanno un diametro di circa 1 mm.

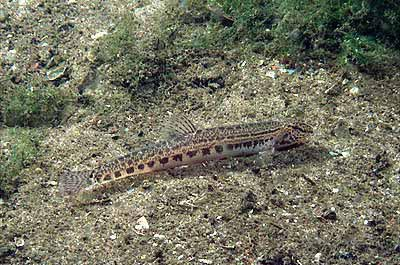
un Cobite fluviale mimetizzato

## Pesca
Viene pescato, e talvolta allevato, per essere impiegato come esca viva.

## Acquariofilia
È allevato in acquario soltanto per studi etologici e biologici.